# Павлиш (станція)
Па́влиш — передатна проміжна залізнична станція Знам'янської дирекції Одеської залізниці на електрифікованій лінії Павлиш — Користівка між станціями Бурти (8 км) та Шевченкове (8,3 км). Розташована в однойменному селищі Олександрійського району Кіровоградської області.
Станція є передатною з Одеської на Південну залізницю. Сусідня станція Бурти підпорядкована Південній залізниці.

## Історія
Станція відкрита 1869 року. У 2008 році електрифікована змінним струмом (~25 кВ) в складі дільниці Кременчук — Користівка.

## Пасажирське сполучення
На станції Павлиш зупиняється нічний швидкий поїзд № 59/60 сполученням Харків — Одеса та приміські поїзди за напрямком Знам'янка — Кременчук.